# Niphona plagifera
Niphona plagifera är en skalbaggsart som först beskrevs av Aurivillius 1924.  Niphona plagifera ingår i släktet Niphona och familjen långhorningar.
Artens utbredningsområde är Filippinerna. Inga underarter finns listade i Catalogue of Life.